# Discografia di BigMama
La discografia di BigMama, rapper e cantautrice italiana, è costituita da un album in studio, un EP, venti singoli e undici video musicali (inclusi quelli come artista ospite), pubblicati dal 2019.

## Album in studio
| Anno | Titolo | Classifiche |
| Anno | Titolo | ITA         |
| ---- | --- | ----------- |
| 2024 | Sangue - Pubblicato: 8 marzo 2024 - Etichetta: Sony Music - Formati: CD, LP, download digitale, streaming | 22          |

## Extended play
| Anno | Titolo |
| ---- | --- |
| 2022 | Next Big Thing - Pubblicato: 15 aprile 2022 - Etichetta: Epic Records, Sony Music - Formati: CD, download digitale, streaming |

## Singoli

### Come artista principale
| Anno                                                         | Titolo                                                   | Classifiche | Certificazioni | Unità          | Album di provenienza |
| Anno                                                         | Titolo                                                   | ITA         | Certificazioni | Unità          | Album di provenienza |
| ------------------------------------------------------------ | -------------------------------------------------------- | ----------- | -------------- | -------------- | -------------------- |
| 2019                                                         | 77                                                       | —           |                |                | /                    |
| 2019                                                         | Ligths Off                                               | —           |                |                | /                    |
| 2019                                                         | Amsa                                                     | —           |                |                | /                    |
| 2020                                                         | Mayday                                                   | —           |                |                | /                    |
| 2020                                                         | Formato XXL                                              | —           |                |                | /                    |
| 2021                                                         | TooMuch                                                  | —           |                |                | /                    |
| 2021                                                         | Così leggera                                             | —           |                |                | /                    |
| 2023                                                         | Ma che hit                                               | —           |                |                | /                    |
| 2023                                                         | Bloody Mary                                              | —           |                |                | /                    |
| 2024                                                         | La rabbia non ti basta                                   | 25          | - ITA: Oro     | - ITA: 50 000+ | Sangue               |
| 2024                                                         | Fa strano (Lady Marmalade) (feat. Gaia, La Niña e Sissi) | —           |                |                | Sangue               |
| 2024                                                         | Cento occhi                                              | —           |                |                | Sangue               |
| 2025                                                         | San Junipero                                             | —           | /              |                |                      |
| 2025                                                         | Bubble gum                                               | —           | /              |                |                      |
| "—" indica una pubblicazione non classificata in quel paese. |                                                          |             |                |                |                      |

### Come artista ospite
| Anno                                                         | Titolo                                                 | Classifiche | Classifiche | Certificazioni                | Unità                          | Album di provenienza |
| Anno                                                         | Titolo                                                 | ITA         | POL         | Certificazioni                | Unità                          | Album di provenienza |
| ------------------------------------------------------------ | ------------------------------------------------------ | ----------- | ----------- | ----------------------------- | ------------------------------ | -------------------- |
| 2022                                                         | Knock Out (Camilla Magli feat. BigMama)                | —           | —           |                               |                                | Club blu EP          |
| 2022                                                         | TooMuch (Goedi RMX) (Goedi feat. BigMama)              | —           | —           | RE Orchestra EP               |                                |                      |
| 2023                                                         | Cagne vere (Queen of Saba feat. BigMama)               | —           | —           | Medusa                        |                                |                      |
| 2024                                                         | Mezzo rotto (Alessandra Amoroso feat. BigMama)         | 6           | 51          | - ITA: Platino (2) - POL: Oro | - ITA: 200 000+ - POL: 25 000+ | Io non sarei         |
| 2024                                                         | Il linguaggio del corpo (Paola & Chiara feat. BigMama) | —           | —           |                               |                                | /                    |
| 2024                                                         | Più ne voglio (Estremo feat. BigMama e Nahaze)         | —           | —           | Era                           |                                |                      |
| "—" indica una pubblicazione non classificata in quel paese. |                                                        |             |             |                               |                                |                      |

## Collaborazioni
| Anno | Titolo                                           | Album di provenienza |
| ---- | ------------------------------------------------ | -------------------- |
| 2024 | Disco prosecco (Donatella Rettore feat. BigMama) | Antidiva putiferio   |

## Video musicali
| Anno | Titolo                  | Regista/i                     |
| ---- | ----------------------- | ----------------------------- |
| 2019 | Ligths Off              | Blediwashere                  |
| 2019 | Amsa                    | Blediwashere                  |
| 2020 | Formato XXL             | Labzero                       |
| 2021 | TooMuch                 | Marco Gradara                 |
| 2021 | Così leggera            | Labzero e Capo Pluggers       |
| 2024 | La rabbia non ti basta  | Bex Gunther                   |
| 2024 | Cento occhi             | Roberto Graziano Moro         |
| 2024 | Mezzo rotto             | Byron Rosero                  |
| 2024 | Il linguaggio del corpo | Paolo Santambrogio            |
| 2024 | Più ne voglio           | Emmanuel Galli e Samuel Mersi |
| 2025 | Bubble gum              | Roberto Graziano Moro         |